# Robert Kraft (homme d'affaires)
Pour les articles homonymes, voir Robert Kraft et Kraft.
Robert K. Kraft, né le 5 juin 1941 à Brookline dans le Massachusetts, est un homme d'affaires américain.
Il est le président du conseil d'administration et le directeur général du Kraft Group (en). Il détient à travers ce groupe les franchises des Patriots de la Nouvelle-Angleterre (football américain), du Revolution de la Nouvelle-Angleterre (soccer) et des Boston Uprising (Overwatch League).
En novembre 2017, son nom figure dans les révélations des Paradise Papers,.

## Biographie

### Jeunesse
Robert Kenneth Kraft naît le 5 juin 1941 à Brookline dans le Massachusetts. Son père, Harry Kraft, un fabricant de robes du quartier de Chinatown à Boston souhaite que son fils devienne rabbin,. Il grandit à Brookline où il passe de nombreuses heures à étudier le judaïsme, et fait chabbat.
Brillant élève, son parcours le mène à l'université Columbia où il est président de classe. Il y joue au football américain et rencontre Myra Hiatt en février 1962,. Le couple se marie en juin 1963 et il est diplômé de Columbia la même année. En 1965, il obtient une maîtrise en administration des affaires à la Harvard Business School.

### Carrière professionnelle
Robert Kraft commence sa carrière professionnelle dans l'entreprise de son beau-père Jacob Hiatt, l'entreprise de packaging Rand-Whitney Group. En 1968, Kraft rachète l'entreprise grâce à un achat à effet de levier. Quatre ans plus tard, il fonde l'entreprise International Forest Products, spécialisée dans l'achat et la revente de produits liés au papier et au carton. En 1997, elle fait partie des cent entreprises d'import/export les plus importantes des États-Unis.

### Propriétaire des Patriots de la Nouvelle-Angleterre

#### Rachat de la franchise
Robert Kraft et ses quatre fils deviennent abonnés annuels des Patriots de la Nouvelle-Angleterre en 1971. Dans le même temps, l'homme d'affaires construit le rêve de devenir propriétaire de son équipe préférée. En 1985, Robert Kraft achète 300 hectares de terrains autour du Foxboro Stadium pour 18 millions de dollars. Le 23 novembre 1988, il obtient lors d'une enchère de banqueroute la location du stade jusqu'en 2001 pour un montant de 25 millions de dollars et en devient donc le propriétaire. Il prend ces décisions contre l'avis de ses banquiers, tout en sachant que les Patriots sont obligés de jouer dans le stade par le contrat qu'ils ont avec l'enceinte sportive.
En 1994, James Orthwein souhaite délocaliser la franchise à Saint-Louis et propose 75 millions de dollars à Robert Kraft pour se libérer du contrat qui lie les Patriots au stade de Foxboro. Alors que sa femme Myra souhaite prendre cet argent, Robert Kraft refuse et propose 172 millions de dollars à Orthwein pour racheter le club — les banquiers de Kraft estiment alors que le prix correct est 115 millions de dollars —. L'achat est officialisé le 25 février 1994 et Robert Kraft devient le propriétaire des Patriots,. À l'époque, ce montant est le prix le plus élevé jamais payé pour une franchise sportive et les Patriots sont l'équipe qui génère le moins de revenus et les plus faibles affluences de la ligue.
Une décennie plus tard, après la troisième victoire des Patriots au Super Bowl, la franchise est évaluée à 861 millions de dollars, la quatrième franchise NFL la plus chère. L'année suivante, Forbes l'évalue à plus d'un milliard de dollars. La franchise génère alors annuellement 236 millions de dollars de chiffre d'affaires et un bénéfice de 50 millions de dollars.

### Accusations de recours à la prostitution en Floride
Robert Kraft a été accusé d'avoir recouru à une prostituée en Floride et a plaidé non-coupable. Son avocat a fait valoir que de la preuve a été obtenue illégalement Le juge Hanser a indiqué que les enquêteurs n'ont pas fait assez d'effort pour protéger la vie privée des autres clients. Cela a été confirmé en appel. Les accusations contre Robert Kraft ont été abandonnées.

## Honneurs
- 2019 Prix Genesis[16].